# لويز كوركوران
لويز كوركوران (بالإنجليزية: Louise Corcoran)‏ هي متزلجة تزلج صدري نيوزيلندية، ولدت في 30 يوليو 1979 في وايتاكيري ‏ في نيوزيلندا.

## وصلات خارجية
- لويز كوركوران على موقع IBSF (الإنجليزية)
- لويز كوركوران على موقع أوليمبيديا (الإنجليزية)